# A-37 드래곤플라이
A-37 드래곤 플라이 또는 슈퍼 트윗은 T-37 트윗을 개조한 미국의 경공격기이다.

## 사용국가

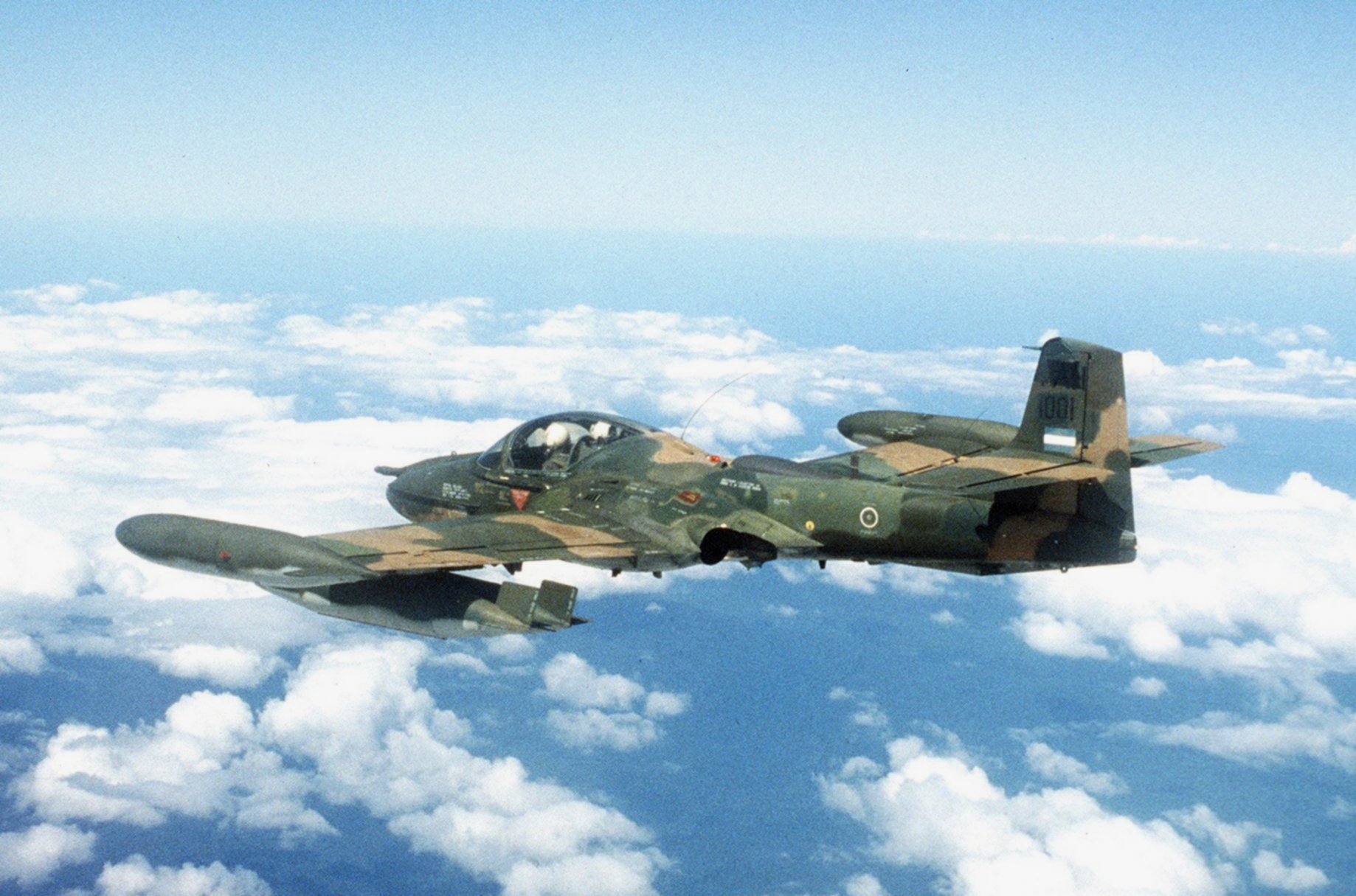
1983년 촬영한 온두라스 공군의 훈련 모습.

칠레
 콜롬비아
 도미니카 공화국
 에콰도르
 엘살바도르
 과테말라
 온두라스
 페루
 베트남 공화국
 태국
 미국
 우루과이
 베트남
 대한민국

## 같이 보기
- 세스나 T-37